# 다나카 로쿠스케
다나카 로쿠스케(田中六助, 1923년 1월 23일 ~ 1985년 1월 31일)는 일본의 정치인이다. 내각관방장관, 통상산업대신, 자유민주당 정조회장·간사장, 중의원 8선 의원을 역임했다. 정3위 훈1등 욱일대수장을 수여받았다.

## 생애
후쿠오카현 다가와군 아가노무라(현 후쿠치정)에서 이불가게집의 3남으로 태어났다. 칠삭둥이로 태어난 미숙아였기에 어떻게든 건강하게 자라길 원했던 부모님의 바람으로 히데히코산(英彦山) 신사 근처에서 살았으며 도요토미 히데요시 앞에서 스모 선수 35명을 이겼다고 전해지는 호걸 게야무라 로쿠스케의 이름을 따서 명명했다고 한다.
다가와중학(현 후쿠오카현립 다가와고등학교)을 졸업하고 고아전문학교(현 아시아 대학)에 진학했다. 이후 해군비행예비학교 제13기로 입학해 미에현 스즈카해군항공대에서 가미카제 교관을 맡았다. 다나카 자신도 가미카제 대원으로 발탁되었는데 탑승할 기체의 정비를 기다리던 중 제2차 세계 대전이 끝나면서 구사일생했다.

### 정치 활동
종전 이후 와세다 대학 정치경제학부 신문학과에 입학했으며 졸업 후인 1949년 니혼게이자이신문사에 입사했다. 정치부 기자로 활동하며 이케다 하야토 담당을 맡았다. 1960년 신문사를 퇴사하고 그해 11월 제29회 일본 중의원 의원 총선거에 출마했지만 8명 중 7등으로 참패했다.
1963년 11월 제30회 일본 중의원 의원 총선거에 다시 자민당 후보로 출마하고자 했지만 이전 선거에서의 성적이 너무 좋지 않아 당내에서 다소 반발이 있었다. 이에 이케다 총재가 직접 나서 오노 반보쿠가 지지하는 나카가와 이치로를 입후보시켜주는 것으로 다나카도 공천을 무사히 받았고 8명 중 3위로 당선됐다. 이후 다나카는 이케다파인 굉지회 소속으로 활동했으며 이때 오히라 마사요시의 측근이 됐다.
1970년 이른바 오히라 쿠데타가 일어나면서 다나카도 이름을 알리게 되었다. 당시 자민당 총재였던 사토 에이사쿠는 그해 3선에 도전했고 성공했다. 이때 이케다의 후계자였던 마에오 시게사부로에게 총재 선거에 출마하지 않고 사토의 3선을 간접적으로 지원해주면 선거 후 개각 때 마에오파를 우대해주겠다는 사토와 마에오 간의 약속이 있었다. 그런데 마에오는 2년 전 총재 선거에서 사토는 물론 미키 다케오에게도 밀려 3위라는 수모를 겪어 파벌 내에서 비판을 받은 상황이었기에 그의 불출마는 파벌 내의 불만을 야기했다. 거기에 3선에 성공한 사토는 마에오파를 우대한다는 약속을 일방적으로 파기해버렸고 결국 다나카를 비롯한 젊은 의원들은 오히라를 파벌 회장으로 추대하는 쿠데타를 일으켰던 것이다.
8년 뒤 제1차 오히라 내각이 수립되었을 때 관방장관으로 입각했으며 내각의 대변인 역할을 하면서 '수다쟁이 로쿠 씨'라는 별명을 얻었다. 하지만 미키나 후쿠다 다케오 등 전직 총리들을 두고 '멍청한 사람들'이라고 하는 등 실언도 많아 오히라 내각의 아킬레스건으로 인식되기도 했다. 특히 미키 내각 탄생에 공헌했으나 록히드 사건으로 앙숙이 된 시나 에쓰사부로를 언급하며 미키에게 "시나가 저승에서 어서 와라고 말하고 있다"라고 말해 미키의 분노를 샀다. 1979년 2월 더글러스 그루먼 사건에 연루돼 의혹을 받았지만 11월 제2차 오히라 내각에서 자민당 수석부간사장으로 발탁됐다. 후임 관방장관은 이토 마사요시였다.
1980년 5월 일본사회당이 제출한 내각불신임안이 비주류파였던 후쿠다파와 미키파가 표결에 불참하면서 통과되자 오히라는 중의원을 해산하고 양원 동시 선거에 돌입했다. 당내 항쟁에 지쳐있던 오히라는 유세에 나섰다가 심근 경색으로 쓰러졌고 결국 6월 12일 사망했다.
다나카는 파벌 수장 오히라의 죽음을 슬퍼하면서도 이토 관방장관에게 총리 대리를 맡기고 오히라의 선거구에는 총리 비서관을 지낸 오히라의 사위 모리타 하지메를 출마시켜 사태 수습에 나섰다. 오히라의 죽음은 역설적으로 자민당의 대승리를 가져다줬고 후임 총재에는 오히라파의 스즈키 젠코가 취임했다. 이 과정에서 다나카는 후쿠다가 기시 노부스케의 파벌을 물려받은 점을 엳무에 두고 기시와 사전협의를 하여 스즈키의 총재 취임에 대한 동의를 구해 후쿠다의 반대를 막고 자민당의 막후 실력자인 다나카 가쿠에이의 양해도 구해 스즈키 젠코 내각이 성립하는데 큰 공헌을 했다.
공로를 인정받아 스즈키 내각에서 통상산업대신으로 취임했다. 이때 굉지회 소속인 미야자와 기이치도 내각관방장관으로 임명되었는데 이를 계기로 두 사람은 굉지회의 패권을 둘러싸고 치열한 정쟁을 벌이게 된다(이치로쿠 전쟁).
1981년 개각 때는 자민당 정조회장이 되었으며 스즈키와 미야자와의 사이가 가까워지자 차기 총리로 기대받던 나카소네 야스히로에게 접근하는 모습을 보였다.

### 말년
1982년 11월 나카소네 내각에서 정조회장에 유임됐다. 미야자와와의 대립도 더 격화됐는데 이 무렵부터 30대부터 앓고 있던 당뇨병이 악화되어 입원하게 됐다.
입원을 하고서도 다나카 가쿠에이 전 총리와 비밀리에 회동하는 등 정치 활동을 이어갔다. 1983년 제37회 일본 중의원 의원 총선거에서 자민당이 36석이나 의석을 잃었지만 신자유클럽과의 연립을 통해 정권을 유지시켰다. 한편 자민당의 막후에서 정치적 영향력을 행사하던 다나카 가쿠에이가 록히드 사건에서 유죄 판결이 나오자 들끓던 여론을 무시할 수 없던 나카소네가 "다나카 (가쿠에이) 씨의 정치적 영향력을 배제하겠다"고 발언했고 다나카 가쿠에이의 파벌에 속했던 니카이도 스스무는 간사장직을 내놓을 수밖에 없게 되었다. 후임 간사장으로 미야자와와 다나카 로쿠스케의 이름이 거론되었는데 스즈키와 이토가 미야자와를 지지했음에도 나카소네는 다나카를 지명했다.
하지만 간사장 취임 직후 병세가 더욱 악화되어 1984년 8월 도쿄여자의대병원에 입원했다. 이때 나카소네의 총재 재선을 막기 위해 니카이도 옹립 구상이 일어났는데 다나카 로쿠스케는 병상에서 가네마루 신 총무회장에게 3.5미터에 달하는 서한을 보내 나카소네가 실정이 없고 당내 항쟁은 국민 여론에 악영향을 미친다는 이유로 이를 비판하며 나카소네의 재선을 지지했다.
1985년 1월 당뇨병 악화에 따른 심근 경색으로 별세했으며 향년 62세였다.

## 역대 선거 기록
|  | 8.63% |

|  | 14.57% |

|  | 18.29% |

|  | 17.8% |

|  | 16.82% |

|  | 15.1% |

|  | 25.11% |

|  | 38.04% |

|  | 23.56% |

| 전임 아베 신타로 | 제42대 내각관방장관 1978년 12월 7일~1979년 11월 9일 | 후임 이토 마사요시 |

| 전임 사사키 요시타케 | 제39대 통상산업대신 1980년 7월 17일~1981년 11월 30일 | 후임 아베 신타로 |

| 전임 아베 신타로 | 자유민주당 정무조사회장 1981년~1983년 | 후임 후지오 마사유키 |

| 전임 니카이도 스스무 | 자유민주당 간사장 1983년 ~ 1984년 | 후임 가네마루 신 |